# ایکس‌باکس گیم استودیوز
اکس‌باکس گیم استودیوز (به انگلیسی: Xbox Game 

اکس‌باکس گیم استودیوز

Studios) که پیش‌تر با نام‌های تجاری مایکروسافت استودیو، مایکروسافت گیم استودیوز و مایکروسافت گیمز فعالیت می‌کرد؛ یک ناشر آمریکایی بازی‌های ویدیویی می‌باشد که در ردموند، واشنگتن واقع شده است. این شرکت در مارس ۲۰۰۰، برای توسعه و انتشار بازی های ویدیویی برای مایکروسافت ویندوز تأسیس شد. از آن زمان به بعد گسترش یافت و شامل بازی ها و سایر سرگرمی های تعاملی برای پلتفرم‌های همنام ایکس‌باکس، سایر سیستم عامل های دسکتاپ، ویندوز موبایل و سایر پلتفرم های موبایل، پورتال های مبتنی بر وب و سایر کنسول های بازی شد.
اکس‌باکس گیم استودیوز، در کنار زنی‌مکس مدیا و اکتیویژن بلیزارد، بخشی از زیرمجموعه های مایکروسافت گیمینگ به رهبری فیل اسپنسر، مدیر عامل مجموعه است.

## استودیوها
| نام                              | مکان                                 | تاسیس‌شده در: | تحت مالکیت از: | انتشارات قابل توجه |
| -------------------------------- | ------------------------------------ | ------------ | -------------- | ------------------ |
| ۳۴۳ اینداستریز                   | ردموند، واشینگتن، ایالات متحده       | ۲۰۰۷         | —              | هیلو               |
| کوالیشن                          | ونکوور، کانادا                       | ۲۰۱۰         | —              | چرخ‌دنده‌های جنگ     |
| کامپولشن گیمز                    | مونترآل، کانادا                      | ۲۰۰۹         | ۲۰۱۸           | وی هپی فیو         |
| دابل‌فاین پروداکشنز               | سان فرانسیسکو، ایالات متحده          | ۲۰۰۰         | ۲۰۱۹           | سایکوناتس          |
| اینیشیتیو                        | سنتا مونیکا، کالیفرنیا، ایالات متحده | ۲۰۱۸         | —              | پرفکت دارک         |
| این‌اکسایل انترتینمنت             | تاستین، کالیفرنیا، ایالات متحده      | ۲۰۰۲         | ۲۰۱۸           | ویستلند            |
| موجنگ                            | استکهلم، سوئد                        | ۲۰۰۹         | ۲۰۱۴           | ماینکرفت           |
| نینجا تئوری                      | کمبریج، انگلستان                     | ۲۰۰۰         | ۲۰۱۸           | هل‌بلید             |
| آبسیدین انترتینمنت               | ایروین، کالیفرنیا، ایالات متحده      | ۲۰۰۳         | ۲۰۱۸           | جهان‌های بیرونی     |
| پلی‌گراند گیمز                    | رویال لیمینگتون اسپا، انگلستان       | ۲۰۱۰         | ۲۰۱۸           | فورتزا هورایزن     |
| ریر                              | توای‌کراس، انگلستان                   | ۱۹۸۵         | ۲۰۰۲           | دریای دزدان        |
| ترن ۱۰ استودیوز                  | ردموند، واشینگتن، ایالات متحده       | ۲۰۰۱         | —              | فورتزا موتوراسپورت |
| آندد لبز                         | سیاتل، ایالات متحده                  | ۲۰۰۹         | ۲۰۱۸           | —                  |
| ورلدز اج                         | ردموند، واشینگتن، ایالات متحده       | ۲۰۱۹         | —              | عصر فرمانروایان    |
| واحد انتشار اکس‌باکس گیم استودیوز | ردموند، واشینگتن، ایالات متحده       | ۲۰۰۰         | —              | —                  |